# Tanjung Bulan (Buay Madang)
Tanjung Bulan is een bestuurslaag in het regentschap Ogan Komering Ulu van de provincie Zuid-Sumatra, Indonesië. Tanjung Bulan telt 2747 inwoners (volkstelling 2010).